# Lip & Hip
Lip & Hip è un singolo della cantante sudcoreana Hyuna.
È l'ultimo singolo e brano rilasciato sotto l'etichetta Cube Entertainment
La canzone è stata registrata nel 2017. La traccia è stata scritta e prodotta dalla cantante stessa ed è uscita su Internet a fine 2017.